# Royal Corinthian Yacht Club
Der Royal Corinthian Yacht Club ist ein Yachtclub mit Sitz in Burnham-on-Crouch, Essex, Großbritannien und in Cowes auf der Isle of Wight im Ärmelkanal.

## Geschichte
Der Club wurde 1872 an der Themse in Erith, Kent gegründet und zog 1892 um nach Burnham-on-Crouch, Essex.
Der Club stellte die Mannschaft für die Yacht  Endeavour der J-Klasse. Sie gehörte Thomas Sopwith, der 1934 mit der Yacht den 15. America’s Cup gewinnen wollte. Seine professionelle Crew streikte und er benötigte eine neue Mannschaft, die er aus Club-Mitgliedern rekrutierte.
Auf dem Heimatrevier des Royal Corinthian Yacht Club, der Ostküste Englands hat der Club 1893 die Regattaveranstaltung Burnham Week auf den Weg gebracht und die Burnham Icicle und das Hornet Easter Egg gegründet, ebenso wie seit 1961 die Endeavour Trophy, eine Veranstaltung nur für eingeladene Sieger von Segelevents verschiedener Bootsklassen.

### Burnham-on-Crouch
1931 wurde Frederick Gilbert Mitchell Kommodore des Royal Corinthian Yacht Club und war für die Fertigstellung des neuen Clubhauses in Burnham-on-Crouch verantwortlich. Der Entwurf stammte von dem britischen Architekten Joseph Emberton (1889–1956) und repräsentierte Großbritanniens Beitrag für die internationale Ausstellung von moderner Architektur im Museum of Modern Art in New York City im Jahr 1932. Das Gebäude ist eines der wenigen Beispiele des Internationalen Stils in Großbritannien.

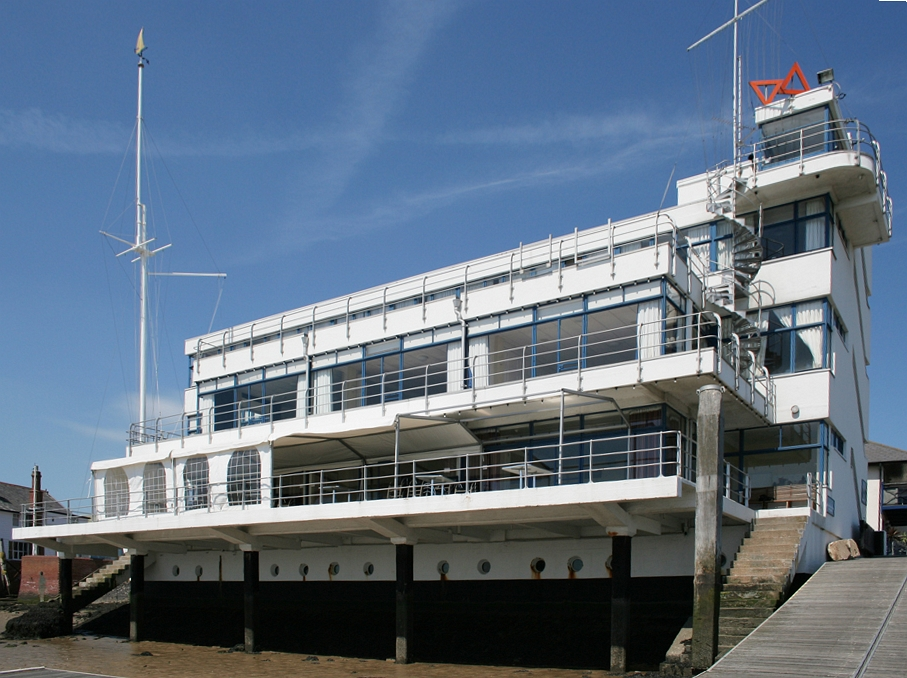
Clubhaus des RCYC in Burnham-on-Crouch, Entwurf: Joseph Emberton, 1931

Das Clubhaus bietet einen überragenden Blick über den  River Crouch. Im Erdgeschoss befindet sich eine große Bar für Mittags- und Abendveranstaltungen, das von Mitgliedern, ihren Gästen und Segelbesuchern genutzt werden kann. Der große, über das Wasser ragende Balkon ist sehr gut besucht in den Sommermonaten. Im ersten Stock hat man ein modernes Restaurant mit 120 Sitzplätzen. Im 2. Geschoss können Mitglieder Schlafzimmer mit Balkon für Übernachtungen anmieten.
Der Club bietet 100 Bojenplätze im tiefen Wasser und eine Slipanlage. Regattasegeln findet während der Segelsaison jeden Samstag und Sonntag statt mit großen Teilnehmerfeldern in den Bootsklassen Drachen, Squib, 707er und Royal Corinthian One Design Yachten. Die Fahrtensegler-Abteilung (engl.: cruising section) des Clubs segelt in Gruppen entlang der Ostküste, sowie zu Urlaubsreisen zum europäischen Kontinent und zu lokalen Regatten. Die Jugendabteilung des Clubs nennt sich The Corinthian Otters, sie segeln die Bootsklassen Optimist, Cadet, 420er Jolle und Laser.

### Cowes
Im Jahr 1948 etablierte der Club einen südlichen Ableger in Cowes in dem gegenwärtigen Clubhaus. Es wurde geführt von Rosa Lewis (1867–1952), einer britischen Starköchin und Eigentümerin des Cavendish Hotel in London. Es sollte ein Rückzugsort und Ort der Unterhaltung sein für Herren, die den Royal Yacht Squadron besuchen wollten. 1988 wurde das Clubhaus aus wirtschaftlichen Gründen verkauft. 1993 wurde das Haus von einigen Club-Mitgliedern rückerworben, um es wieder für den Club zu nutzen.